# O Beijo do Hotel de Ville
O Beijo do Hotel de Ville é um notório registro fotográfico realizado em 1950 pelo fotógrafo francês Robert Doisneau. À época, o casal francês composto por Françoise Delbart, de 20 anos, e Jacques Carteaud, de 23 anos, ambos aspirantes à carreira de ator, foram levados ao Hotel de Ville para realizar uma seção de fotos.

## Contexto
Em 1950, Doisneau criou sua obra mais reconhecível para ‎‎‎a Life‎‎ ‎‎– ‎‎Le Baiser de l'hôtel de ville‎‎ (‎‎Kiss by the ‎‎Hôtel de Ville‎‎), uma fotografia de um casal se beijando nas ruas movimentadas de Paris, que se tornou um símbolo internacionalmente reconhecido do amor jovem em Paris. A identidade do casal permaneceu um mistério até 1992. Jean e Denise Lavergne erroneamente acreditavam ser o casal em ‎‎O Beijo‎‎, e quando Robert e Annette Doisneau (sua filha mais velha e também sua assistente na época) os encontraram para almoçar na década de 1980, ele "não queria destruir seu sonho" então ele não disse nada. Isso resultou em levá-lo ao tribunal por "tirar fotos sem o seu conhecimento", porque, pela lei francesa, um indivíduo detém os direitos de sua própria semelhança. A ação judicial forçou Doisneau a revelar que ele posou a foto usando Françoise Delbart e Jacques Carteaud, amantes que ele tinha acabado de ver se beijando, mas não tinha fotografado inicialmente por causa de sua reserva natural; ele se aproximou deles e perguntou se eles iriam repetir o beijo. Ele ganhou o processo contra os Lavergnes. ‎Doisneau disse em 1992: "Eu nunca teria ousado fotografar pessoas assim. Amantes se beijando na rua, esses casais raramente são legítimos." ‎O casal em ‎‎Le baiser‎‎ era Françoise Delbart, 20, e Jacques Carteaud, 23, ambos aspirantes a atores. Em 2005, Françoise Bornet (nascida Delbart) declarou que: "Ele nos disse que éramos encantadores, e perguntou se poderíamos nos beijar novamente para a câmera. Não nos importamos. Estávamos acostumados a nos beijar. Fazíamos isso o tempo todo, estava delicioso. Monsieur Doisneau era adorável, muito baixo chave, muito relaxado. Eles posaram na ‎‎Place de la Concorde,‎‎ na ‎‎Rue de Rivoli‎‎ e finalmente no ‎‎Hôtel de Ville.‎‎ A fotografia foi publicada em 12 de junho de 1950, edição de ‎‎Life‎‎. A relação entre Delbart e Carteaud durou apenas nove meses. ‎Continuou sua carreira de atriz, mas Carteaud desistiu de atuar para se tornar um produtor de vinhos. ‎‎Em 1950, Françoise Bornet recebeu uma cópia original da fotografia, com a assinatura e carimbo de Doisneau, como parte do pagamento por seu "trabalho". Em abril de 2005, ela vendeu a impressão em leilão por € 155.000 para um colecionador suíço não identificado através dos leiloeiros de Paris Artcurial Briest-Poulain-Le Fur.